# دیمیترو شمیش
دیمیترو شمیش (اوکراینی: Дмитро Віталійович Шамич؛ زادهٔ ۱۵ مهٔ ۲۰۰۱) بازیکن فوتبال اهل اوکراین است.